# Gigi (Zkittlez)
Gigi (Zkittlez), zunächst als Zkittlez veröffentlicht, ist ein Lied des deutschen Rappers Gringo und des US-amerikanischen Rappers 6ix9ine aus dem Jahr 2018. Die vierte Single aus Gringos Debütalbum Alle Freunde fett wurde von den Künstlern zusammen mit dem Musiker Hasan.K geschrieben und von Goldfinger030 produziert.

## Hintergrund
Gringo und 6ix9ine lernten sich bei einem Konzert kennen, das letzterer in Berlin gab, und bei welchem erstgenannter als Voract auftrat. Daraufhin beschlossen die zwei Rapper, eine Kollaboration aufzunehmen.
Den Text der auf dem Lied vorgetragenen Strophe verwendete 6ix9ine bereits zuvor auf den Titeln BREAKIN IT DOWN und Wish U Never Done That, wobei letzterer nie eine offizielle Veröffentlichung erfuhr und lediglich als Leak zu hören war. Allerdings gibt es auf dem gemeinsamen Track eine von 6ix9nine eingesprochene Intro-Passage, die speziell für diesen Song entstanden ist und Gringos Namen beinhaltet.
Ursprünglich erschien die Zusammenarbeit lediglich unter dem Titel Zkittlez, ehe sie aus nicht bekannten Gründen auf allen Plattformen in Gigi (Zkittlez) umbenannt wurde. Im Internet und in Magazinen finden sich noch mehrere andere Schreibweisen, diese sind allerdings nicht offiziell.

## Musik und Text
Gigi (Zkittlez) ist ein Trapsong, der dem Genre entsprechend von tiefen 808-Bass Drums, rapiden Hi-Hats und Snares begleitet wird, wobei sich eine eingängige Synthesizermelodie durch das Lied zieht.
Das Intro, das Outro und die erste Strophe werden von 6ix9ine auf Englisch gerappt, wobei der Künstler auf die für ihn zum Markenzeichen gewordene, an Screamo erinnernde Vortragsweise verzichtet. Sein Beitrag beginnt damit, dass der Musiker mehreren verstorbenen oder inhaftierten Hip-Hop-Künstlern huldigt, thematisiert dann weiters falsche Freunde, die einem in den Rücken fallen können, und endet mit der Schilderung eines rauen Straßenlebens. Der Rapper Hasan.K und 6ix9ine übernehmen die Hook und Gringo rappt die zweite Strophe. Auffällig ist, dass Gringos Text kaum deutsche Wörter beinhaltet und er stattdessen auf eine Mischung verschiedener Sprachen zurückgreift. Er folgt dabei keiner traditionellen Narrative oder konventionellem Satzbau, sondern verwendet eine assoziative Kette von Stichwörtern, die einer Collage ähnelt.

## Musikvideo
Das Musikvideo zu Gigi (Zkittlez) zeichnet sich durch einen auffällig raschen und mit vielen visuellen Effekten versehenen Schnitt aus. 6ix9ine ist dabei abwechselnd in einem Tonstudio, auf einer Bühne vor Live-Publikum oder umgeben von anderen Leuten in einem dunklen Raum zu sehen. Gringo rappt seinen Part vor einer mit Graffiti besprühten Mauer, sowie auf der Straße, wo eine Gruppe von Personen hinter ihm steht. Zwischen den wiederkehrenden Szenen mit den Musikern werden immer wieder ein- bis zweisekündige Clips eingeblendet, welche oftmals, allerdings nicht immer, den Text mit Bildern unterlegen. So sind beispielsweise Packungen der Süßigkeit Skittles zu sehen, als der Titel gerappt wird, und bei der Zeile “Tabi, Mickey and Minnie, Fix-Cookie und Brownie” wird ein Cartoon der beiden erwähnten Figuren eingespielt.

## Chartplatzierungen
In Deutschland schaffte es Gigi (Zkittlez) bis auf Platz 6 der offiziellen Charts. In Österreich und der Schweiz konnten mit den Positionen 18 und 29 moderate Platzierungen erzielt werden. Trotz der internationalen Popularität 6ix9ines konnte sich das Lied nicht über den deutschsprachigen Markt hinaus beweisen.
| ChartsChartplatzierungen | Höchstplatzierung | Wochen |
| ------------------------ | ----------------- | ------ |
| Deutschland (GfK)        | 6 (8 Wo.)         | 8      |
| Österreich (Ö3)          | 18 (5 Wo.)        | 5      |
| Schweiz (IFPI)           | 29 (5 Wo.)        | 5      |

## Rezeption
Gigi (Zkittlez) erhielt überwiegend positive Kritiken. Es wurde empfunden, dass beide Rapper ihre Strophen mit Kraft und Aggressivität darboten, wobei es auch nichts ausmache, dass sie inhaltlich keinem roten Faden folgen. Die Entscheidung Gringos, wenig Deutsch in den Text einzubauen, und sich so dem international ausgerichteten Stil 6ix9ines anzupassen, wurde gelobt, und man fand, dass beide Musiker vortrefflich harmonierten. Die Strophe des US-Rappers wurde außerdem als dessen womöglich beste rezipiert. Insgesamt sah man in Gigi (Zkittlez) eine der großartigsten Kollaborationen zwischen deutschen und amerikanischen Hip-Hop-Künstlern.